# 곡길
곡길(谷吉, ? ~ 기원전 45년)은 전한 후기의 관료로, 경조윤 장안현 사람이다.

## 행적
평소 서흉노의 질지선우는 전한에서 동흉노의 호한야선우를 옹호하는 것을 원망하여, 초원 4년(기원전 45년) 전한에 볼모로 가 있는 아들 구우리수를 돌려주면 귀순하겠다는 글을 보냈다.
위사마(衛司馬) 곡길은 사자로 선발되어 구우리수를 데리고 떠나게 되었다. 질지선우를 의심한 어사대부 공우·박사 광형은 곡길을 한나라 국경까지만 갔다 오게 하자고 하였으나, 곡길은 흉노와의 관계를 위하여 죽음을 무릅쓰고 구우리수를 선우정까지 호송하였고, 과연 질지선우는 곡길을 죽였다. 전한에서는 세 차례에 걸쳐 사자를 보내 곡길 등의 시체를 돌려주기를 청했으나, 질지선우는 거절하고 사자들을 조롱했다. 전한이 질지 공성전에서 승리해 질지성을 함락한 이후, 곡길 등이 가져간 외교문서를 성중에서 찾아냈다.
아들 곡영은 대사농을 지냈다.

## 출전
- 반고, 《한서》
  - 권9 원제기
  - 권70 부상정감진단전
  - 권85 곡영두업전
  - 권94하 흉노전 下